# イシュムカネーとイシュピヤコック
イシュムカネー（イシュムカネ、シュムカネ） (Xmucane, Xumucane) と、イシュピヤコック（イシュピヤコシュ、シュピヤコック） (Xpiayoc, Xpiyacox) は、マヤ神話の『ポポル・ヴフ』に登場する創造神。2人の名前はそれぞれ「老女」「老人」を意味する。
ところが文献によって、夫がイシュムカネーで妻がイシュピヤコックであったり、妻がシュムカネで夫がシュピヤコックであったりする。したがって以下では名前を特定しない。

## 創造神話
世界の創造にあたって、イシュムカネー、イシュピヤコック、フラカン、ククルカンの四柱の創造神が、まず大地を作り出した。次いで、さまざまな動物を作り、新しい大地の上に住まわせた。さらに神々は木を刻んで人間を作った。ところがこの人間たちは神々を尊敬せず、性質も悪かったため、フラカンが起こした洪水で滅ぼされた。

## 双子との物語

### 双子が来るまで
イシュムカネーとイシュピヤコックは、双子の息子フン・フンアフプーとヴクブ・フンアフプーを得た。やがてフン・フンアフプーと妻イシュバキヤロの間に、双子の孫フンバッツとフンチョウエンが生まれた。
その後フン・フンアフプーとヴクブ・フンアフプーは冥神フン・カメーとヴクブ・カメーの企みにより冥界シバルバーで殺されてしまう。

### 双子との生活
やがて、冥界の女神イシュキックがフン・フンアフプーの子を身ごもってフン・フンアフプーの家を訪ねてきた。この話の前に、夫のほうが死に、嫁イシュバキヤロも死んでしまい、妻は孫と暮らしている。したがって以下では「祖母」と呼ぶ。
祖母はイシュキックがいう妊娠の経緯を信じられなかったが、彼女の出した難しい仕事をイシュキックがやり遂げたことから、イシュキックを受け入れた。だが、新しい孫、双子のフンアフプーとイシュバランケーは生まれてからあまりに泣くために、祖母は双子を外へ出してしまった。文献によっては、双子が成長とともに悪戯がひどくなったため、祖母が怒って2人を追い出したというエピソードもある。
フンアフプーとイシュバランケーは、ちょっかいを出してくる兄フンバッツ、フンチョウエンを猿に変えてしまった。祖母はこれを悲しみ、元に戻すよう頼んだ。双子は「何があっても決して笑わなければ元に戻る」といって、祖母の前で楽器をならして猿におかしな踊りをさせた。祖母は笑ってしまい、このため「人猿」という動物が生じた。
文献によっては、フンアフプーとイシュバランケーがヴクブ・カキシュを征伐するとき、奪われたフンアフプーの腕を取り返しに行くときに同行してもらった老女のサキ・ニマ・チイス、老人のサキ・ニム・アクの名が、シュムカネ（イシュムカネー）とシュピヤコック（イシュピヤコック）になっているものがある。
ところで、祖母は息子たちの殺害の原因となった球遊びの道具を家の天井に隠していた。しかし双子は道具を見つけてしまい、父たちがかつて遊んだ球戯場で自分たちも遊んだ。この物音を聞いたシバルバーのフン・カメーとヴクブ・カメーが双子の殺害を企て、双子を呼びつける使者を祖母の元へ送った。祖母は球戯場にいる双子に知らせるためシラミに伝言を頼んだ。シラミはガマのタマスールに飲み込んでもらい、ガマは大蛇のサキカスに飲み込んでもらい、大蛇は鷹のヴァックに飲み込んでもらい、急いで球戯場に行った。動物たちが次々に飲み込んだ者を吐き出し、最後にシラミが祖母の伝言を双子に伝えた。双子は祖母と母に丁寧に挨拶をしてシバルバーに向かったが、家の中心にトウモロコシを植えていった。

## 再び創造神話へ
フンアフプーとイシュバランケーがシバルバーで一時死んだとき、トウモロコシは枯れてしまったので、祖母は悲しんで泣いた。しかし双子の復活にともなってトウモロコシが芽をふいた。祖母はトウモロコシを崇めて、家の中心を意味する「ニカフ」と名付けた。また、平野の生き草を意味する「カサム・アフ・チャタム・ウレウ」とも名付けた。
物語は再び世界の創造へ戻り、そこでは、イシュムカネーとイシュピヤコックをはじめとする創造神たちによって、トウモロコシから人間が作り出されたといわれている。